# Alexis Masbou
Alexis Masbou, né le 2 juin 1987 à Albi (Tarn), est un pilote moto français.

## Biographie
Alexis dispute son premier Grand Prix en championnat du monde 125 cm3 en 2003, en obtenant une wild card au Mans. Cette année-là, il devient Vice-Champion de France 125 cm3, avant d'être sacré la saison suivante dans cette même catégorie.
Il obtient alors un guidon en Championnat du monde 125 cm3 sur une Honda du team finlandais Ajo Motorsport pour la saison 2005. Il réalise une première saison très prometteuse, en se classant notamment cinquième à Assen aux Pays-Bas. Il termine la saison au 18e rang, avec un total de 28 points.
En 2006, Alexis et son coéquipier japonais Tomoyoshi Koyama restent au sein du team Ajo mais disposent d'une nouvelle moto : la Malaguti. Les blessures et les mauvaises performances de la Malaguti conduiront Alexis à une année blanche, sans marquer le moindre point en championnat du monde.
Alexis souhaite repartir sur de bonnes bases en 2007 et intègre le team FFM (Fédération française de motocyclisme) au guidon d'une Honda, toujours dans la catégorie 125. Mais les résultats ne sont pas au rendez-vous, Alexis se classant 21e du championnat avec 25 points. L'albigeois quitte le team en fin de saison.
En 2008, Alexis relève un nouveau défi et s'engage avec son compatriote Jules Cluzel au sein du team chinois Loncin Racing. Il parvient à rentrer dans les points à trois reprises, au Mans, au Japon puis à Valence. Alexis est conservé chez Loncin pour la saison 2009, où il est rejoint par son ancien coéquipier Tomoyoshi Koyama. Mais l'expérience tourne court, Alexis ne parvenant pas à rentrer dans les points, et son équipe décide de l'écarter avant le Grand prix de Saint-Marin, laissant la place au pilote tchèque Jakub Kornfeil pour disputer les cinq dernières courses de la saison. 
Alexis Masbou se relance en 2010 sur une Aprilia du team Ongetta, toujours dans la catégorie 125 cm3. Il réalise de bons débuts en se classant dans le top 10 lors des deux premières courses. Blessé au Grand prix d'Indianapolis, sa saison est terminée, alors qu'il reste encore six courses.
En saison 2011, il est appelé pour participer au Grand Prix de France au Mans sur une Aprilia du team WTR en remplacement du pilote indien Sarath Kumar. Alexis se classe 15e de la course, ce qui lui permet de rentrer dans les points. Il s'engage ensuite avec le team Caretta Technology qui lui propose de terminer la saison sur une KTM. Alexis marque des points à plusieurs reprises et se classe 22e du championnat du monde 125 cm3.
La saison 2012 voit l'apparition d'une nouvelle catégorie, la Moto3, en remplacement des 125 cm3. Alexis Masbou poursuit l'aventure avec le team Caretta Technology, sur une Honda. En 2014, il remporte le premier Grand Prix de sa carrière en République-Tchèque, grâce à des dépassements décisifs effectués dans le dernier tour. Masbou double la mise quelques mois plus tard au Qatar, lors de l'ouverture de la saison 2015.
Début aout 2016, alors qu'il participe à sa dernière saison en Moto3 (la limite d'âge l'empêcherait de poursuivre en 2017), Alexis Masbou est licencié par le team allemand Peugeot MC Saxoprint suites à des résultats peu probants.
Le 18 septembre 2016, Alexis s'engage sur le Bol d'Or avec le Moto Ain CRT au guidon de la Yamaha YZF-R1 n°96. L'équipage termine à la 6e place finale et monte sur la plus haute marche du podium en catégorie Superstock.

## Carrière

### Résultats par saisons
(Mise à jour après le  Grand Prix moto des Pays-Bas 2016)
| Année | Cat.    | Moto      | Départs | Vict. | Podiums | Poles | M. tour | Points | Classement |
| ----- | ------- | --------- | ------- | ----- | ------- | ----- | ------- | ------ | ---------- |
| 2003  | 125 cm³ | Honda     | 1       | -     | -       | -     | -       | 0      | NC         |
| 2004  | 125 cm³ | Honda     | 1       | -     | -       | -     | -       | 0      | NC         |
| 2005  | 125 cm³ | Honda     | 16      | 0     | 0       | 0     | 0       | 28     | 18e        |
| 2006  | 125 cm³ | Malaguti  | 8       | 0     | 0       | 0     | 0       | 0      | -          |
| 2007  | 125 cm³ | Honda     | 17      | 0     | 0       | 0     | 0       | 25     | 21e        |
| 2008  | 125 cm³ | Loncin    | 17      | 0     | 0       | 0     | 0       | 4      | 28e        |
| 2009  | 125 cm³ | Loncin    | 11      | 0     | 0       | 0     | 0       | 0      | -          |
| 2010  | 125 cm³ | Aprilia   | 10      | 0     | 0       | 0     | 0       | 20     | 20e        |
| 2011  | 125 cm³ | KTM       | 14      | 0     | 0       | 0     | 0       | 18     | 22e        |
| 2012  | Moto3   | Honda     | 11      | 0     | 1       | 0     | 0       | 81     | 13e        |
| 2013  | Moto3   | FTR Honda | 17      | 0     | 0       | 0     | 0       | 94     | 8e         |
| 2014  | Moto3   | Honda     | 18      | 1     | 2       | 0     | 1       | 164    | 6e         |
| 2015  | Moto3   | Honda     | 18      | 1     | 1       | 1     | -       | 78     | 13e        |
| 2016* | Moto3   | Peugeot   | 9       | 0     | 0       | 0     | -       | 0      | NC         |
| Total |         |           | 167     | 2     | 4       | 1     | 1       | 512    |            |

- *Saison en cours

### Résultats détaillés
(Les courses en gras indiquent une pole position; les courses en italiques indiquent un meilleur tour en course)
| Saison | Catégorie | Moto             | 1       | 2       | 3       | 4       | 5       | 6       | 7       | 8       | 9       | 10      | 11      | 12      | 13      | 14      | 15      | 16      | 17     | 18     | Points | Position |
| ------ | --------- | ---------------- | ------- | ------- | ------- | ------- | ------- | ------- | ------- | ------- | ------- | ------- | ------- | ------- | ------- | ------- | ------- | ------- | ------ | ------ | ------ | -------- |
| 2003   | 125 cm3   | Honda            | JPN     | RSA     | SPA     | FRA Ab. | ITA     | CAT     | NED     | GBR     | GER     | CZE     | POR     | RIO     | PAC     | MAL     | AUS     | VAL     |        |        |        |          |
| 2004   | 125 cm3   | Honda            | RSA     | SPA     | FRA Ab. | ITA     | CAT     | NED     | RIO     | GER     | GBR     | CZE     | POR     | JPN     | QAT     | MAL     | AUS     | VAL     |        |        |        |          |
| 2005   | 125 cm3   | Honda            | SPA Ab. | POR 13  | CHN 21  | FRA Ab. | ITA 10  | CAT Ab. | NED 5   | GBR Ab. | GER Ab. | CZE Ab. | JPN 20  | MAL 14  | QAT 20  | AUS 10  | TUR Ab. | VAL Ab. |        |        | 28     | 18e      |
| 2006   | 125 cm3   | Malaguti         | SPA DNQ | QAT DNQ | TUR 20  | CHN Ab. | FRA 29  | ITA Ab. | CAT Ab. | NED Ab. | GBR     | GER 25  | CZE 23  | MAL DNQ | AUS     | JPN     | POR     | VAL     |        |        | 0      | NC       |
| 2007   | 125 cm3   | Honda            | QAT 10  | SPA Ab. | TUR Ab. | CHN 13  | FRA 12  | ITA Ab. | CAT 16  | GBR 19  | NED 16  | GER 19  | CZE 14  | RSM 21  | POR 14  | JPN 21  | AUS Ab. | MAL 10  | VAL 14 |        | 25     | 21e      |
| 2008   | 125 cm3   | Loncin           | QAT Ab. | SPA 21  | POR 20  | CHN Ab. | FRA 15  | ITA 27  | CAT Ab. | GBR Ab. | NED 23  | GER 20  | CZE 26  | RSM Ab. | IND 26  | JPN 15  | AUS Ab. | MAL Ab. | VAL 14 |        | 4      | 28e      |
| 2009   | 125 cm3   | Loncin           | QAT 26  | JPN 21  | SPA Ab. | FRA Ab. | ITA Ab. | CAT Ab. | NED Ab. | GER Ab. | GBR Ab. | CZE 24  | IND Ab. | RSM     | POR     | AUS     | MAL     | VAL     |        |        | 0      | NC       |
| 2010   | 125 cme   | Aprilia          | QAT 10  | SPA 9   | FRA 16  | ITA 12  | GBR Ab. | NED Ab. | CAT Ab. | GER 13  | CZE Ab. | IND     | RSM Ab. | ARA     | JPN     | MAL     | AUS     | POR     | VAL    |        | 20     | 20e      |
| 2011   | 125 cm3   | Aprilia puis KTM | QAT     | SPA     | POR     | FRA 15  | CAT 14  | GBR 14  | NED 11  | ITA 16  | GER 26  | CZE Ab. | IND 14  | RSM 20  | ARA Ab. | JPN Ab. | AUS 14  | MAL 12  | VAL 22 |        | 18     | 22e      |
| 2012   | Moto3     | Honda            | QAT Ab. | SPA 5   | POR 9   | FRA Ab. | CAT 5   | GBR 4   | NED 7   | GER 2   | ITA 12  | IND 10  | CZE 16  | RSM     | ARA     | JAP     | MAL     | AUS     | VAL    |        | 81     | 13e      |
| 2013   | Moto3     | FTR Honda        | QAT 14  | AME 8   | SPA 10  | FRA 9   | ITA 12  | CAT 8   | NED 9   | GER Ab. | IND 12  | CZE 6   | GBR 8   | RSM Ab. | ARA 11  | MAL 7   | AUS 10  | JAP Ab. | VAL 6  |        | 94     | 8e       |
| 2014   | Moto3     | Honda            | QAT 7   | AME 6   | ARG 11  | SPA 12  | FRA 9   | ITA 6   | CAT 11  | NED 4   | GER 3   | IND 4   | CZE 1   | GBR 8   | RSM 7   | ARA 10  | JAP Ab. | AUS 6   | MAL 6  | VAL 12 | 164    | 6e       |
| 2015   | Moto3     | Honda            | QAT 1   | AME 16  | ARG Ab. | SPA 15  | FRA Ab. | ITA 9   | CAT 18  | NED Ab. | GER 8   | IND 32  | CZE Ab. | GBR 11  | RSM 7   | ARA 8   | JAP Ab. | AUS 9   | MAL 9  | VAL 15 | 78     | 13e      |
| 2016   | Moto3     | Peugeot          | QAT 24  | ARG 21  | AME 16  | SPA Ab. | FRA 19  | ITA Ab. | CAT Ab. | NED Ab. | GER 16  | AUT     | CZE     | GBR     | RSM     | ARA     | JAP     | AUS     | MAL    | VAL    | 0      | NC       |

| Couleur | Résultat                     |
| ------- | ---------------------------- |
| Or      | Vainqueur                    |
| Argent  | 2e place                     |
| Bronze  | 3e place                     |
| Vert    | Terminé, dans les points     |
| Bleu    | Terminé, pas dans les points |
| Violet  | Abandon (Ab.) ou (Ret)       |
| Violet  | Non classé (NC)              |
| Rouge   | Pas qualifié (DNQ)           |
| Noir    | Disqualifié (DSQ)            |
| Blanc   | Pas au départ (DNS)          |
| Blanc   | Forfait (WD)                 |
| Blanc   | N'a pas participé (DNP)      |
| Blanc   | Blessé (INJ)                 |
| Blanc   | Exclu (EX)                   |
| Blanc   | Course annulée (C)           |

### Par catégorie
(Mise à jour après le  Grand Prix moto des Pays-Bas 2016)
| Catégorie | Année     | 1er GP   | 1er Podium | 1re Victoire | Courses | Victoires | Podiums | Pole | M.tours¹ | Points | Titres |
| --------- | --------- | -------- | ---------- | ------------ | ------- | --------- | ------- | ---- | -------- | ------ | ------ |
| 125 cm3   | 2003-2011 | FRA 2007 |            |              | 95      | 0         | 0       | 0    | 0        | 95     | 0      |
| Moto3     | 2012-     | QAT 2012 | GER 2012   | RTC 2014     | 72      | 2         | 4       | 1    | 1        | 417    | 0      |
| Total     | 2003-     |          |            |              | 167     | 2         | 4       | 1    | 1        | 512    | 0      |

### Palmarès
(Mise à jour après le  Grand Prix moto du Qatar 2015)
- 12 saisons
- 167 départs
- 5 départs de la première ligne
- 2 victoires
- 1 deuxième place
- 1 troisième place
- 1 pole
- 4 podiums
- 1 meilleur tours en course
- 66 arrivées dans les points
- 47 abandons
- Nombre de points gagnés en championnat du monde : 512.
- 2 wild cards